# Ida (mitología)
En la mitología griega Ida o Ide (en griego antiguo: Ἴδη) es el nombre del personaje epónimo del monte Ida, ubicado en Creta.
En la Biblioteca mitológica se nos dice que tras devorar Crono a su hijos, «irritada por ello Rea se dirige a Creta, estando encinta de Zeus, la da a luz en una cueva de Dicte y se lo entrega a los curetes y a las ninfas Adrastea e Ida, hijas de Meliseo, para que lo críen. Higino dice que tres eran las nodrizas de Júpiter (Zeus): Ida (que algunos leen como «Idía» o «Idotea»), Adrastea y Amaltea eran hijas de Océano o bien de Meliseo. Sea como fuere dice Diodoro que Zeus, agradecido por sus servicios, catasterizó en los cielos a Ida y Adrastea como las Osas: la Osa Mayor y la Osa Menor. Pausanias dice en el altar de Atenea Alea en Tegea estaba representada la propia Ide y que ésta acompañaba a Énoe, Glauce, Neda, Tisoa, Antracia, Hagno, Alcíone y Frixa; todas ellas, junto con Rea, cuidaban al Zeus infante.
Diodoro Sículo ofrece una versión racionalizante del mito e Ida ya no es una ninfa sino una hija de Coribante (Córibas), quien dio su nombre a los coribantes de Creta. Ida se desposó con Licasto y con él tuvo al segundo Minos. El autor relaciona a ambos Minos con esta genealogía: Helén - Doro - Téctamo - Asterio (con Europa) - Minos I - Licasto (con Ida) - Minos II.